# أفريكان سبير
كان أفريكان سبير (1837 - 1890) فيلسوفًا كانطيًا جديدًا روسيًا من أصل يوناني ألماني كتب بشكل رئيسي باللغة الألمانية، وبالفرنسية أيضًا.
ترك كتابه دينكن أوند فيركليتشكيت (الفكر والواقع) أثرًا كبيرًا على العديد من الفلاسفة والكتاب والباحثين البارزين مثل هانس فاينجر وفريدريك نيتشه وويليام جيمس وليو تولستوي ورودولف شتاينر.

## سيرة حياته

### النشأة والعائلة
ولد أفريكان سبير في 10 من شهر نوفمبر من عام 1837 في منطقة والده سبيروفسكا، بالقرب من مدينة إليزافيتغراد (إليزابيثغراد، محافظة خيرسون في الإمبراطورية الروسية، والتي هي اليوم كروبيفنيتسكي في أوكرانيا).
كان والده، أليكساندر أليكساندروفيتش سبير، الألماني الأصل، جراحًا روسيًا، وتحديدًا رئيس أطباء مشفى أوديسا العسكري، وأستاذًا جامعيًا سابقًا في الرياضيات في موسكو. في عام 1812، تلقى سبير وسام القديس فلاديمير ومنح لقب فارس وأصبح عضوًا في مجلس النبلاء الوراثيين في محافظة خيرسون. وكانت والدته، هيلينا كونستانتينوفا سبير، ابنة الرائد بوليفيتش، إلى جانب والدتها حفيدة الرسام اليوناني لوجينو، الذي وصل إلى روسيا خلال حكم كاثرين الثانية.
أنجب أليكساندر وهيلينا 4 أولاد، ثلاثة أولاد وبنت، أريستارك وخاريتين أليكساندر وأفريكان. اختيرت الأسماء، بنزوة من جانب الأب، من محفل أفخارستي قديم في التقويم الأرثوذوكسي الشرقي، الذي يعتبر أصل الاسم الغريب «أفريكان» (اسم غير شائع نهائيًا لقديس أرثوذوكسي غير مشهور، والد سيمون). كان سبير يكره اسمه المسيحي، وكان يوقع على رسائله وكتبه «أ. سبير». ودفعه تواضعه إلى عدم استخدام «فون» في اللغة الألمانية و«دي» في اللغة الفرنسية، اللتان تشيران إلى مكانته بين النبلاء، قبل اسم عائلته.

### التعليم
وصف سبير تعليمه بالتالي: «أمضيت طفولتي في الريف ودرست لاحقًا في أوديسا لفترة من الزمن، في البداية في مدرسة داخلية خاصة وبعد ذلك في مدرسة ثانوية، وهي مكافئة، تقريبًا، إن لم أكن مخطئًا، للمدرسة الثانوية في فرنسا».
خلال هذه الفترة طور سبير اهتمامًا في الفلسفة وقرأ كتاب إيمانويل كانط نقد العقل المحض (الترجمة الفرنسية لتيسوت)، الأمر الذي منحه أساسًا لفكره النظري. وقرأ لاحقًا مؤلفات رينيه ديكارت وديفيد هيوم وجون ستيوارت ميل.
ذهب سبير في وقت لاحق إلى لايبزغ حيث حضر محاضرات موريتس فيلهلم دروبيش (1802 - 1896)، فيلسوف من فلاسفة يوهان فريدريك هربارت وأحد رواد إحياء الكانطية الجديدة في الستينيات من القرن التاسع عشر. وعاش هناك خلال الفترة ذاتها التي كان فيها فريدريك نيتشه طالبًا، ولو أنه يبدو أنهما لم يلتقيا.

### الخدمة العسكرية
بعد إتمامه المرحلة الثانوية، دخل سبير مدرسة ميدشيبمين في نيكولاييف (ميكولايف اليوم)، غير البعيدة عن البحر الأسود. في عام 1855، في عمر ال 18، شارك سبير كملازم في البحرية الروسية في حرب القرم، التي منح خلالها وسامان (وسام القديس آندرو ووسام القديس جورج). دافع سبير عن المعقل نفسه (المعقل رقم 4 في مالاكوف) الذي دافع عنه تولستوي خلال حصار سيفاستوبول (1854-1855).

### حياته اللاحقة وزواجه والجنسية السويسرية
بعد وفاة والده في عام 1852، ورث سبير ملكياته (توفي شقيقه الأخير المتبقي، الشاعر أريستراتش، في عام 1841)، وبعدها حرر أقنانه ومنحهم أراض وبضائع وأموال، الأمر الذي أنذر بإصلاحات العام 1861.
في عام 1862، ترك سبير إليزابيثغراد للقيام بجولة في ألمانيا، حيث أمضى عامين في محاولة «لمعرفة مادة العقل بصورة أفضل». وتوفيت شقيقته تشاريتيس بعد فترة قصيرة من عودته إلى روسيا في عام 1864. بعد وفاة والدته، في عام 1867، باع سبير ملكياته بسعر منخفض بشدة، ووزع تقريبًا كامل ممتلكاته وترك روسيا بصورة نهائية. 
في عام 1869، انتقل سبير إلى توبينغن وإلى شتوتغارت في عام 1871. هنا، في الكنيسة الأورثوذوكسية للبلاط، تزوج إليزابيث (إلسي) غاترنيش في 30 من شهر يناير من عام 1872. وأنجب الثنائي ابنة، هيلين.
في عام 1882، طلب سبير من الإمبراطور الروسي بدلًا للتخلي عن الجنسية الروسية والحصول على جنسية سويسرية. في السنة نفسها، تلقى إذنًا إمبراطوريًا وتقدم طلب للحصول على شهادة إبحار في بيلمونت سور لوزان، حيث عاش مع عائلته. في عام 1886، وللتمتع بفوائد مكتبة أكبر («سوسيتي دو ليكتور»، وهي تجمع خاص للقراءة)، انتقل إلى جنيف. في 17 سبتمبر من عام 1889، نال إذنًا من الحكومة الفيدرالية السويسرية لزوجته وابنته وله ليصبحوا مواطنين سويسريين.

### وفاته
في عام 1878، وبعد معاناة مع مرض ذات الرئة، انتقل سبير إلى لوزان، سويسرا، حيث أمضى 5 أعوام لمعالجة السعال المزمن، الذي كان من مضاعفات مرضه.
توفي سبير إثر إصابته بالإنفلونزا في 26 من شهر مارس من عام 1890 في جنيف، في شارع 6 رو بيتيتوت. ودفن في مقبرة القديس جورج. وترك وراءه زوجته إليزابيث وابنته، هيلين.

### مؤلفاته
في لايبزغ، أقام سبير صداقة مع الناشر والزميل في الماسونية جوزيف جابرييل فيندل، الذي نشر معظم أعمال سبير. نشر كتابه الأهم، دينكن أوند فيركليتشكيت: فيرسوتش آينر دير كريتيشن فيلوسوفي (الفكر والواقع: محاولة لتجديد الفلسفة النقدية)، في عام 1873. وصدرت طبعة ثانية، وهي الطبعة التي حصل نيتشه على نسخة منها، في عام 1877. وفي محاولة للوصول إلى جمهور أوسع من القراء، كتب سبير بالفرنسية مباشرة كتابه إسكيز دي فيلوسوفي كريتيك (خطوط عامة في الفلسفة النقدية) نشر للمرة الأولى في عام 1877. وصدرت طبعة جديدة بعد وفاته ب 40 عامًا، في عام 1930، مع تقديم من الفيلسوف الفرنسي والأستاذ الجامعي في جامعة السوربون ليون براونشفايغ.
تبرعت ابنته هيلين كلاباريد سبير (التي تزوجت طبيب الأعصاب السويسري إدوارد كلاباريد) بمخطوطات وأوراق شخصية وصور وكتب تعود لسبير أو عنه في شهر مارس من عام 1940 لمكتبة جنيف (بيبليوتيك دو جنيف، التي عرفت في السابق باسم المكتبة الجامعية العامة في جنيف)، التي أصدرت «مجموعة أفريكان سبير» والتي يمكن مراجعتها.
وللاحتفال بالذكرى المئوية لميلاده، جمعت ابنته هيلين كلاباريد سبير في عام 1937 مختارات من مؤلفات سبير، بارول دو أن ساج «كلمات حكيم»، ونشرتها. أعيد إصدار بعض هذه الأفكار في وقت لاحق في مجموعة من رسائل سبير. 
يمكن مراجعة أوراق أخرى تتعلق بسبير وابنته هيلين كلاباريد سبير وأسرته في مكتبة جامعة هارفارد.

## السيرة الذاتية
قدم سبير موجزًا لسيرة حياته أضافه إلى بعض مراسلاته بعد عام 1882: 
اسمي أفريكان سبير (هذا الاسم الغريب وغير المألوف الذي أعزوه إلى نزوة من قبل والدي، يزعجني في بعض الأحيان). ولدت في 15 من شهر نوفمبر في عام 1837، جنوب روسيا، ونشأت على الديانة الروسية اليونانية، على الرغم من أن والدي كان بروتستانتيًا. أمضيت طفولتي في الريف ودرست لاحقًا في أوديسا في مدرسة ثانوية، وهي مكافئة، تقريبًا، إن لم أكن مخطئًا، للمدرسة الثانوية في فرنسا. لم أذهب إلى الجامعة، إلا أني دخلت مدرسة ميدشيبمين في نيكولاييف، بالقرب من البحر الأسود. وحين خرجت من هذه المدرسة، في عام 1856، تركت خدمة البحرية وتقاعدت في الريف الذي كنت أنتمي إليه. في عام 1862، سافرت إلى ألمانيا وأمضيت سنتين هناك لأزيد إدراكي للمسائل الروحية. في عام 1867، تركت روسيا نهائيًا، وعشت في ألمانيا، أولًا في لايبزغ، ومن ثم في شتوتغارت، حيث تزوجت. أعيش في لوزان منذ العام 1882 حتى اليوم. لم يكن لدي على الإطلاق أي اهتمام آخر سوى القراءة والتأمل منعزلًا، إذ كنت أعاني علاوة على ذلك من صحة متدهورة وأصبت، لسبع سنوات، بسعال مزمن. 

## التكريمات
- وسام القديس آندرو
- وسام القديس جورج (الصف الرابع)

## الفلسفة

### إبستمولوجيا
نظرًا إلى قراءاته الشخصية وحضوره محاضرات دروبيش، يجب اعتبار سبير فيلسوفًا كانطيًا جديدًا. أشار سبير إلى فلسفته بأنها «فلسفة نقدية». وسعى إلى تأسيس فلسفة تكون علم المبادئ الأولى، وكان يرى أن مهمة الفلسفة هي البحث في المعرفة المباشرة، وكشف أوهام التجريبية وتقديم الطبيعة الحقيقية للأشياء عبر ذكر صارم للحقائق والاستدلال المحكوم بالمنطق. دفع هذا المنهج سبير إلى إعلان مبدأ الهوية «أو قانون الهوية أ = أ» بأنه القانون الرئيسي للمعرفة في مواجهة المظهر المتغير للواقع التجريبي.

### علم الوجود
بالنسبة لسبير فإن مبدأ الهوية ليس القانون الرئيسي للمعرفة فحسب، بل هو أيضًا مبدأ علم الوجود، وتعبير عن جوهر الواقع (رياليتات=آيدينتيتات ميت سيش) في مواجهة الواقع التجريبي (فيركليشكايت) الذي يكون بدوره تطوريًا (جيشيهين). يظهر مبدأ الهوية جوهر الواقع: فقط ما يكون متطابقًا مع ذاته يكون حقيقيًا، العالم التجريبي دائم التغير، وبذلك هو غير حقيقي.